# Blindheim
Blindheim ist eine Gemeinde im schwäbischen Landkreis Dillingen an der Donau und Mitglied der Verwaltungsgemeinschaft Höchstädt an der Donau.

## Geografie
Die Gemeinde liegt in der Region Augsburg.
Es gibt 8 Gemeindeteile (in Klammern ist der Siedlungstyp angegeben):
- Berghausen (Dorf)
- Blindheim (Pfarrdorf)
- Blindheim (Bahnhof)
- Holzhof (Einöde)
- Sallmannsberg (Einöde)
- Unterglauheim (Pfarrdorf)
- Weilheim (Einöde)
- Wolpertstetten (Kirchdorf)

Es gibt die Gemarkungen Blindheim, Unterglauheim und Wolpertstetten.

## Geschichte

### Bis zur Gemeindegründung
Am 13. August 1704 fand in der Umgebung die Schlacht von Blindheim, auch bekannt als Zweite Schlacht von Höchstädt (englisch Battle of Blenheim) statt, die entscheidende Bedeutung für den Spanischen Erbfolgekrieg hatte. Die Schlacht hat für Großbritannien große historische Bedeutung, weshalb zum Beispiel der Blenheim Palace, der Wohnsitz der Familie des siegreichen John Churchill, 1. Duke of Marlborough, nach ihr benannt wurde. Außerdem wurde die neuseeländische Stadt Blenheim, mit rund 24.200 Einwohnern größte Stadt im Marlborough District, nach Blindheim benannt. Anlässlich des 300. Jahrestages der Schlacht bei Blindheim wurde im August 2004 am Rande des früheren Schlachtfeldes ein Denkmalweg mit einem etwa 6,5 m hohen Aussichtsturm eingeweiht, der einen Überblick über das Gelände der Schlacht ermöglicht.
Der Ort war Teil des Kurfürstentums Bayern und bildete eine geschlossene Hofmark. Um 1700 hatte Veit Ernst III. von Rechberg-Illereichen-Kronburg-Osterberg Blindheim für seine beiden nachgeborenen Söhne Anton Valentin Alexander und Sigmund Bero Dyonis erworben, um hier eine Sekundogenitur aufzubauen. Im Jahre 1709 ging das durch den Spanischen Erbfolgekrieg stark verwüstete Blindheim an die beiden Erben über. Als der letzte von ihnen 1725 verstarb, erbte seine Nichte Maria Antonie (1715–1791) die Hofmark. Sie verkaufte sie 1765. Am Ende des Heiligen Römischen Reiches befand sich Blindheim im Besitz der Herren von Gilardi, der Inhaber der Allersberger Drahtzugfabrik Jacob Gilardi. Mit dem Gemeindeedikt von 1818 entstand die politische Gemeinde. Das anstelle der Hofmark entstandene Patrimonialgericht wurde 1849 aufgelöst.

### Eingemeindungen
Im Zuge der Gebietsreform in Bayern wurden am 1. Mai 1978 die Gemeinden Unterglauheim und Wolpertstetten eingegliedert.

### Einwohnerentwicklung
Zwischen 1988 und 2018 wuchs die Gemeinde von 1626 auf 1693 um 67 Einwohner bzw. um 4,1 %.

## Politik

### Gemeinderat
Der Gemeinderat hat zwölf Mitglieder. Seit der Kommunalwahl am 15. März 2020 verteilen sich die Sitze auf folgende Listen:
| Partei/Liste                          | 2020   | 2020   | 2014   | 2014   |
| Partei/Liste                          | %      | Sitze  | %      | Sitze  |
| ------------------------------------- | ------ | ------ | ------ | ------ |
| Freie Bürgerliste Blindheim           | 38,8   | 4      | 48,1   | 6      |
| Bürgerblock Unterglauheim             | 21,6   | 3      | 27,7   | 3      |
| Freie Wähler BUW e. V.                | 16,0   | 2      | –      | –      |
| CSU                                   | 14,3   | 2      | 12,5   | 2      |
| Freie Wählergemeinschaft Wolpertstein | 9,3    | 1      | 11,6   | 1      |
| Gesamt                                | 100    | 24     | 100    | 24     |
| Wahlbeteiligung                       | 78,0 % | 78,0 % | 82,1 % | 82,1 % |

### Bürgermeister
Erster Bürgermeister ist seit 2014 Jürgen Frank (Freie Bürgerliste). Dieser wurde am 15. März 2020 mit 73,1 % wiedergewählt. Sein Vorgänger war seit 1984 Wilhelm Gumpp (CSU/Freie Wählervereinigung).

### Wappen

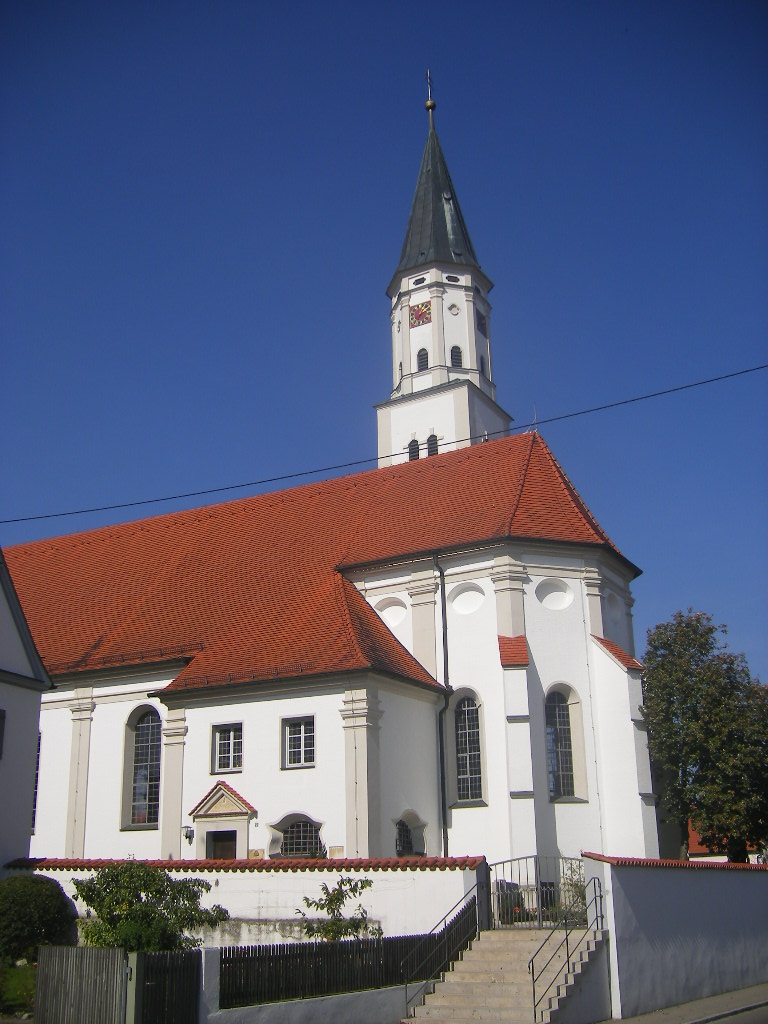
Pfarrkirche St. Martin

| Wappen von Blindheim | Blasonierung: „Unter rotem Schildhaupt, darin ein durchgehendes silbernes Balkenkreuz, schräggeteilt von Silber und Schwarz, überdeckt von einem golden gekrönten natürlichen Wassermann mit zwei aufgebogenen goldenen Fischschwänzen, der in der Rechten eine rote Hellebarde und in der Linken ein rotes Fass hält, aus dem silbernes Wasser strömt.“ |
| Wappen von Blindheim | Wappenbegründung: Die Gemeinde Blindheim besteht seit 1978 aus den ehemals selbstständigen Gemeinden Blindheim, Unterglauheim und Wolpertstetten. Der Wassermann stammt aus dem ehemaligen Wappen von Unterglauheim von 1967 und weist auf die Brunnenfelder im Gemeindegebiet hin. Die Hellebarde stammt aus dem Wappen des Ritters Heinrich von Schlaitdorf (Schleifdorf), der 1215 die Kapelle und Besitzungen in Wolpertstetten an das Kloster Kaisheim verkauft hat. Die Schrägteilung von Silber und Schwarz ist dem Wappen der Ritter von Blindheim entnommen, die zwischen 1256 und 1471 nachweisbar sind. Das weiße Kreuz auf rotem Grund ist das Wappen von Prinz Eugen von Savoyen und erinnert an die Schlacht von Höchstädt während des Spanischen Erbfolgekriegs 1704. Die Schlacht fand zwischen Blindheim und Lutzingen statt. Prinz Eugen von Savoyen und John Churchill, Herzog von Marlborough besiegten damals die bayerischen und französischen Truppen. |

## Sehenswürdigkeiten
- Katholische Pfarrkirche St. Martin
- Katholische Filialkirche St. Nikolaus (Wolpertstetten)
- Straßenbahnmuseum der Münchner Trambahn Gesellschaft (im Bau)

## Wirtschaft und Infrastruktur

### Wirtschaft
2014 gab es nach der amtlichen Statistik 108 sozialversicherungspflichtig Beschäftigte am Arbeitsort Blindheim, davon waren 77 im produzierenden Gewerbe tätig. Sozialversicherungspflichtig Beschäftigte am Wohnort gab es 717. Die Zahl der Auspendler war um 609 höher als die der Einpendler. Fünf Einwohner waren arbeitslos gemeldet.

### Land- und Forstwirtschaft
Im Jahr 2010 gab es 34 landwirtschaftliche Betriebe. 1478 ha des Gemeindegebietes waren landwirtschaftlich genutzte Fläche, davon waren 1201 ha Ackerland und 277 ha Dauergrünland.

### Verkehr
Der Bahnhof Blindheim liegt an der Bahnstrecke Ingolstadt–Neuoffingen. Durch das Gemeindegebiet – zwischen dem Hauptort und dem Ortsteil Unterglauheim – verläuft die Bundesstraße 16.

### Bildung
Es gibt eine Kindertageseinrichtung. Diese hatte 2015 85 Plätze für Krippen- und Kindergartenalter. 77 Kinder wurden von elf Mitarbeitern betreut.

## Sonstiges
Im alten vierstelligen Postleitzahlensystem war der Gemeinde Blindheim die Postleitzahl 8888 zugeordnet.
Die auch in Deutschland häufige englische Apfelsorte Goldrenette aus Blenheim wurde indirekt nach Blindheim benannt.